# Петро Мурянка
Петро Мурянка (справжнє ім'я Петро Троханівський; нар. 10 серпня 1947, Пархув) — лемківський поет, редактор, громадський діяч у Польщі.

## Життєпис
Народився у с. Пархові Ліґницького воєводства в Нижній Сілезії, у в лемківській сім'ї, яку переселили під час акції «Вісла» з села Білянка Горлицького повіту.
Навчався в будівельному технікумі у Вроцлаві. Закінчив православну духовну семінарію (1966), потім Християнську богословську академію.
Працював диригентом церковного хору в Сяноці у 1978–1982 роках, з 1982 року дяком і вчителем у Криниці.
27 серпня 1979 року Петро Мурянка підписав згоду на співпрацю зі Службою безпеки Польської Народної Республіки. Його псевдонім «Olek» («Олек») та номер 2728.
Активний член та заступник голови лемківської організації «Стоваришіня лемків».
Один із засновників фестивалю «Лемківська ватра на чужині».

## Творчість
Перші оповідання надруковані українською мовою на сторінках «Нашого Слова».
Автор поетичних збірок «Сухий бадиль» (1983), «Мурянчисько» (1984), «Як сокіл води на камені» (1989).
Підготував і видав антологію дитячої поезії «Мамко, куп мі книжку» (1995).
Укладає та редагує щорічний «Лемківський Річник», квартальник «Антифон», газету «Бесіда».
Пише лемківським діалектом. Лауреат Премії Олександра Духновича.

## Публікації
- Murianka, Petro; Graban, Volodislav; Zegadłówna, Zdzisława (1983). Suchy badyl (Polish) . Nowy Sącz: Sądecka Oficyna Wydawnicza. OCLC 69452364.
- Trochanowski, Piotr (1989). Jak sokół wodę z kamienia [Like water from a stone falcon] (Polish та Rusyn) . Warsaw: Iskry. ISBN 9788320711349. OCLC 30750811.
- Trochanowski, Piotr (1995). Mamko kup mi knyzhku (children's poetry) (Rusyn) . Nowy Sącz: SOWy. ISBN 9788385753308. OCLC 46719953.
- Murianka, Petro (2001). Planetnyky: davny i novy vershy (Rusyn) . Stovarišynâ Lemkìv. ISBN 9788390973043. OCLC 54079749.
- Murianka, Petro (2007). «A Wisła dalej pzynie» (Z zamierzonego cyklu: Opisać życie) (Polish та Rusyn) . Krynica-Legnica: Stowarzyszenie Łemków. ISBN 978-83-923771-5-3.
- Trochanowski, Piotr (2008). «Panteon Zelenoi Lemkovyny» = Panteon Zielonej Lemkowyny (Polish та Rusyn) . Gorlytsi: Diecezjalny Ośrodek Kultury Prawosławnej «Elpis» w Gorlicach. ISBN 9788391388457. OCLC 654490198.